# Літо 85-го
«Літо '85» (фр. Été 85) — романтична драма 2020 року, знята Франсуа Озоном, заснована на романі Ейдана Чемберса «Танець на моїй могилі». Головні ролі зіграли Фелікс Лефевр і Бенджамін Вуазен.

## Сюжет
Влітку 1985 року в Нормандії (Франція) 16-річний Алексіс (Алекс), виходить на човні у море. Невдовзі розпочалася гроза, внаслідок чого його човен перекинувся, але його рятує вісімнадцятирічний Давид. Після цього випадку вони зближуються й Алексіс допомагає в сімейному магазині Давида. Вони тримають у секреті свої стосунки, але невдовзі Давид говорить, що йому нудно, і починає новий роман із їхньою спільною подругою Кейт. Алекс злиться і конфліктує з Давидом. Вони сваряться, і у відчаї Алекс втікає, але Давид женеться за ним і гине в аварії. Алекс, відчуваючи провину, вирішує виконати укладений між ними договір: піти та потанцювати на могилі того, хто помре першим. Під час цього Алекса заарештовують, але суддя жаліє його та призначає 140 годин громадських робіт і настійно рекомендує відвідати психіатра.
У фільмі чергуються сцени стосунків двох хлопців перед смертю Давида та сцени після аварії. Записуючи свої спогади, Алекс знаходить зцілення.

## Акторський склад
- Фелікс Лефевр — Алексіс
- Бенжамен Вуазен — Давид
- Філіппін Вельж — Кейт
- Валерія Бруні-Тедеські — мати Давида
- Ізабель Нанті — мати Алексіса
- Лоран Фернандес — батько Алексіса
- Мельвіль Пупо — вчитель Алексіса

## Критика
На вебсайті Rotten Tomatoes фільм має рейтинг 80 % на основі 101 відгуку із середнім показником 6.5/10. На Metacritic фільм отримав рейтинг 64 зі 100 на основі оцінок 20 критиків, що вказує на «загалом схвальні відгуки».